# Ponticelli (Neapel)
Ponticelli ist der 28. von den 30 Stadtteilen (Quartieri) der süditalienischen Hafenstadt Neapel. Er gehört zur östlichen Peripherie Neapels.

## Geographie und Demographie
Ponticelli ist 9,11 Quadratkilometer groß und hatte im Jahr 2009 51.127 Einwohner.